# Kazimierz Rojowski
Kazimierz Rojowski (1851 – 22. března 1906 Lvov) byl rakouský šlechtic a politik polské národnosti z Haliče, na konci 19. století poslanec Říšské rady.

## Biografie
Vystudoval polytechniku ve Štýrském Hradci. Byl rezervním poručíkem u hulánů. Po tři roky zastával funkci ředitele lvovské rolnické banky. Žil ve vesnici Humeniv, kde mu patřil statek a založil tam i textilní továrnu. Byl starostou Humeniva a členem okresního výboru.
Byl také poslancem Říšské rady (celostátního parlamentu Předlitavska), kam usedl ve volbách do Říšské rady roku 1897 za kurii všeobecnou v Haliči, 10. volební obvod: Stryj, Turka atd. V rejstříku poslanců v období 1897–1901 se uvádí jako rytíř Kasimir von Rojowski, velkostatkář a starosta, bytem Humeniv, pošta Nehivci.
Ve volbách roku 1897 je uváděn jako polský kandidát, tedy kandidát parlamentního Polského klubu.
Zemřel v březnu 1906.